# Dansk-Tysk Selskab
Dansk-Tysk Selskab (tysk: Dänisch-Deutsche Gesellschaft), er en dansk forening med hjemsted i København, der blev stiftet i 1969 for at styrke det kulturelle samarbejde mellem Tyskland og Danmark. Selskabets formand er siden 2022 lektor i tyske studier Moritz Schramm.
Foreningen arrangerer bl.a. ekskursioner og foredrag på dansk eller tysk om kulturelle, politiske, økonomiske og andre samfundsmæssige emner.
Selskabets har kontakt til flere tysk-danske foreninger syd for grænsen og samarbejder bl.a med 
Dansk-Tysk Industri- & Handelsklub, Goethe-instituttet og Dansk-Tysk Handelskammer.

## Historie
Dansk-Tysk Selskab blev stiftet i 1969 som arvtager efter Dansk-Tysk Oplysningsudvalg, der var blevet stiftet i 1960. Baggrunden for oprettelsen af oplysningsudvalget var, at en gruppe af danskere mente, at forholdene mellem Danmark og Tyskland nu var så normaliserede, at foreningen nu kunne være åben for alle.
I samarbejde med Dansk-Tysk Industri & Handelsklub uddeler Dansk-Tysk Selskab Dansk-Tysk Pris. Prisen gives til én eller flere personer eller organisationer, som har gjort en ekstraordinær indsats for at udbrede kendskabet til Tyskland i Danmark og dermed medvirket til at styrke og fremme den gensidige forståelse og samarbejde mellem de to lande.